# Zhongba
Zhongba (tiếng Trung: 仲巴县; bính âm: Zhōngbā Xiàn, Hán Việt: Trọng Ba huyện; chữ Tạng: འབྲོང་པ་རྫོང་; Wylie: 'brong pa rdzong; ZWPY: Zhongba Zong) là một huyện của địa khu Xigazê (Nhật Khách Tắc), khu tự trị Tây Tạng, Trung Quốc. Đây là huyện có diện tích lớn nhất toàn địa khu Xigazê.

### Trấn
- Mạt Dương (帕羊镇)

### Hương
| - Lạp Nhượng (拉让乡) - Mạt Giang (帕江乡) - Nhân Đa (仁多乡) - Cát Mã (吉玛乡) - Long Cách Nhĩ (隆格尔乡) - Hoắc Nhĩ Ba (霍尔巴乡) | - Cát Lạp (吉拉乡) - Nạp Cửu (纳久乡) - Thiên Cát (偏吉乡) - Bố Đa (布多乡) - Á Nhiệt (亚热乡) - Cùng Quả (穷果乡) |